# Antônio Almeida (compositor)
Antônio Almeida (Rio de Janeiro, 26 de agosto de 1911 – Rio de Janeiro, 10 de dezembro de 1985) foi um compositor, cantor e produtor brasileiro. Desde jovem, ele frequentava gafieiras, ranchos e blocos, incluindo a Sociedade Carnavalesca Kananga do Japão, onde conheceu Sinhô.
Compôs diversas canções de sucesso, como a marcha "Oh! Oh! Não!" (com A. Godinho), gravada por Luiz Barbosa em 1936; o samba "Pelo amor que eu tenho a ela" (com Ataulfo Alves), gravado por Francisco Alves; "A saudade mata a gente" (parceria com João de Barro), gravada inicialmente por Dick Farney, depois regravada por Nelson Gonçalves, Emilio Santiago e Maria Bethânia; a marchinha "Recruta Biruta" com a dupla Nássara e Alberto Ribeiro, lançada pelos Garotos da Lua em 1950, e posteriormente regravada por Wilson Simonal. Os Anjos do Inferno lançaram dois dos maiores sucessos de Antônio Almeida: "Helena!…Helena!…", uma parceria com Constantino Silva para o Carnaval de 1941, e "Doralice" (com Dorival Caymmi), lançada em 1945, depois regravada por João Gilberto.
Na Rádio Mayrink Veiga, atuou como produtor do programa Trem da Alegria, que em 1946 promoveu um concurso "A mais bela mulata". Dois anos depois, foi usada a canção A mulata é a tal em homenagem à vencedora do concurso. Essa canção, sucesso do Carnaval de 1948, foi uma parceira dele com João de Barro, sendo gravada por Ruy Rey na Continental.
Em 1963, compôs a marcha "Marcha do remador" em parceria de Oldemar Magalhães, que foi gravada por Emilinha Borba na CBS. De acordo com um levantamento feito pelo Ecad, essa música figura como a quinta mais ouvida pelos brasileiros durante o Carnaval.
Compôs mais de 300 obras musicais ao longo de sua carreira, com diversos outros cantores tendo gravados suas canções, tais como Orlando Silva, Aracy de Almeida, Irmãos Petra de Barros, a dupla Joel e Gaúcho, Aurora Miranda, Carlos Galhardo, Gastão Formenti, Vassourinha, Jorge Goulart e Luiz Gonzaga.

## Discografia
- A dor do amor (c/ João de Barro)
- A mulata é a tal (c/ João de Barro)
- A mulher deve casar (c/ Nássara)
- A ordem do Rei (c/ Norival Reis)
- A saudade mata a gente (c/ João de Barro)
- A sopa vai se acabar (c/ Alberto Ribeiro)